# Nino Baltolu
Nino Baltolu Rasera (Cochabamba, Bolivia, 28 de septiembre de 1953) es un empresario y político chileno nacido en Bolivia, miembro de la Unión Demócrata Independiente (UDI). Fue concejal, consejero regional y diputado por Arica entre 2010 y 2014. Entre 2018 y 2022 ejerció como diputado por el distrito n.º 1, correspondiente a las comunas de Arica, Camarones, General Lagos y Putre.

## Vida

### Infancia y juventud
Baltolu, nacionalizado chileno, nació en Cochabamba, el 28 de septiembre de 1953. Es hijo de inmigrantes italianos llegados a Bolivia. Es el segundo de seis hermanos, hijos de Angelo Baltolu Brandano y Flora Rasera Collet.
Sus estudios los cursa en el Colegio Santa Ana (1960 - 1961), en la escuela 30 (1962, en el colegio San Marcos (1963 - 1964), en la Escuela N.º 1 (1965) y finalmente egresa del Colegio San Marcos (1971).
Ingresó a estudiar Ingeniería Electrónica en la Universidad del Norte, carrera que no concluye para cursar la carrera de Químico Laboratorista en la Universidad de Chile.
Tuvo una larga trayectoria en el deporte, siendo dirigente de la Asociación de Vóleibol de Arica, de 1969 a 1981. Además, fue miembro del primer equipo del Club de Deportes Arica (CDA). 
Fue dirigente del Club de Deportes de Arica en entre 1989 y 1993, y en 1991 la preside. 
Es dueño de la empresa Lavados Industriales Arica S.A., que fundó en 1982.
Es, actualmente, presidente del Centro de Formación Técnica (CFT) de la Universidad de Tarapacá desde 2005.

## Carrera política
Su carrera comienza en 1992, cuando es candidato a concejal por RN, resultando electo con un 7,60%, equivalente a 5.717 votos.
No se presentó a la reelección, pero fue consejero regional de la Región de Tarapacá durante dos períodos consecutivos: de 1996 a 2000 y de 2000 a 2004.
Fue presidente de la Cámara de Comercio de Arica de 2001 a 2005. En 2005 renuncia a RN y se lanza como candidato a diputado independiente fuera de pacto, obteniendo un 18,60%, equivalente a 13.635 votos.
En las elecciones municipales de 2008, fue candidato a alcalde, obteniendo un 36,17%, equivalente a 23.321 votos. No resulta elegido, pero fue el único gran opositor al ganador: Waldo Sankán.
En 2009, se vuelve miembro de la Unión Demócrata Independiente (UDI) y confirma su candidatura a diputado por el distrito N.°1. Se ve como un candidato fuerte. Se han creado numerosos grupos para apoyar su candidatura. Gana la elección con un 23,60%, equivalente a 17 170 votos.
Fue miembro de las Comisiones de Familia, Micro, Pequeña y Mediana Empresa y Zonas Extremas.
El año 2013 se presentó nuevamente a la reelección, sin embargo, no fue elegido aunque obtuvo el 15,80% de los votos.

## Vida personal
Está casado con Liliana Zenteno, tiene 3 hijos y 6 nietos.
Es dueño junto a sus hermanas de la lavandería La Moderna, que fundó su familia en 1957.

## Controversias
El 25 de junio de 2020, durante una sesión convocada por la Comisión de Cultura de la Cámara de Diputados, Baltolu puso en duda los aportes estatales que recibe la banda chilena Como Asesinar a Felipes, indicando que dicha banda, debido a su nombre, podía incitar a la violencia. Indicó que "Cada uno puede ponerse el nombre que quiera, pero me pregunto si ¿es consecuente con la cultura? Me gustaría saber qué es lo que hacen, quiénes son, cómo 'colocan' en el título cómo asesinar a alguien. Pudo haber sido Felipe, pudo haber sido Juan, pudo haber sido Pedro (...) nosotros estamos en contra de la violencia y hay una ley que impide 'predecir' la violencia", señaló en su intervención.

## Historial electoral

### Elecciones municipales de 1992
Alcalde comuna de Arica

### Elecciones parlamentarias de 2005
- Elecciones parlamentarias de 2005, para Diputado por el Distrito 1, Arica, Putre, Camarones y General Lagos[8]

### Elecciones municipales de 2008
Alcalde comuna de Arica

### Elecciones parlamentarias de 2009
- Elecciones parlamentarias de 2009, para Diputado por el Distrito 1, Arica, Putre, Camarones y General Lagos[9]

### Elecciones parlamentarias de 2013
- Elecciones parlamentarias de 2013 a Diputado por el distrito 1 (Arica, Camarones, General Lagos y Putre)[10]

### Elecciones parlamentarias de 2017
- Elecciones parlamentarias de 2017 para Diputado por el distrito 1 (Arica, Camarones, General Lagos y Putre)[11]

### Elecciones parlamentarias de 2021
- Elecciones parlamentarias de 2021, candidato a diputado por el distrito 1 (Arica, Camarones, General Lagos y Putre)[12]